# Israel Katz (Politiker, 1927)
Israel Katz (hebräisch ישראל כץ; geboren 6. Dezember 1927 in Wien; gestorben 29. Oktober 2010 in Jerusalem) war ein österreichisch-israelischer Politiker.

## Leben
Katz emigrierte 1937 nach Palästina, dem damaligen britischen Mandatsgebiet. Er studierte Sozialarbeit an der Hebräischen Universität in Jerusalem und an der Columbia University in New York.
Katz übte verschiedene Funktionen in der Sozialarbeit und in der Lehre aus. Er war von 1962 bis 1968 erster israelischer Dekan der Paul Baerwald School of Social Work and Social Welfare und leitete von 1968 bis 1973 das Nationale Versicherungsinstitut.
Obwohl er nie Mitglied der Knesset war, wurde er Minister für Arbeit und Soziales unter Menachem Begin zwischen 1977 und 1981.
Katz war mit Marsel Katz geb. Ruso verheiratet und hatte zwei Söhne.